# Doktorn på vift
Doktorn på vift (engelska: Doctor in Distress) är en brittisk komedifilm från 1963 i regi av Ralph Thomas.
Filmen är baserad på Richard Gordons "Doktor"-romaner.

## Handling
Doktor Simon Sparrow återvänder till St Swithin's, mer erfaren som läkare men han har fortfarande ett öga för damerna.

## Rollista i urval
- Dirk Bogarde - Dr Simon Sparrow
- James Robertson Justice - Sir Lancelot Spratt
- Samantha Eggar - Delia Mallory
- Barbara Murray - Iris Marchant
- Mylène Demongeot - Sonia
- Donald Houston - Major Tommy French
- Leo McKern - Harry
- Dennis Price - Dr Blacker
- David Weston - Dr Stewart
- Fenella Fielding - tågpassagerare
- Ronnie Barker -tågpassagerare
- Jill Adams -  Genevieve
- Amanda Barrie - Rona
- Bill Kerr - sjöman
- Peter Butterworth - ambulansförare
- Derek Fowlds - Gillibrand
- Timothy Bateson -  Mr. Holly
- Marianne Stone - servitris